# Manuela Duarte
Manuela Duarte (Niterói, 31 de julho de 1984) é uma atriz e escritora brasileira.

## Carreira
Em 2005 estreou na televisão em uma participação como a enfermeira Joana em Os Ricos também Choram, no SBT. Em 2007 teve seu primeiro papel de destaque em Luz do Sol, na Rede Record, ao interpretar Gabi, a líder de uma gangue de jovens violentos que vivia às turras com sua irmã, que era promotora de justiça. Em 2013 entra em Dona Xepa interpretando Cíntia, uma estudante de jornalismo interessada em investigação. No mesmo ano se lança como escritora com o livro Salto Alto - A Primeira Queda. Em 2015 integra o elenco de Escrava Mãe como Dália, uma das dançarinas da pensão Jardineira, uma moça atrapalhada e cômica.

## Vida pessoal
Em 2007 se formou em Publicidade e Propaganda pela Pontifícia Universidade Católica do Rio de Janeiro (PUC-Rio). Conciliando com a faculdade, estudou artes cênicas no Teatro O Tablado. Em 2009 se casou com o autor e escritor Gustavo Reiz. Em junho de 2016 dá a luz à seu primeiro filho, Théo.

## Filmografia

### Televisão
| Ano  | Título                 | Personagem        | Notas                               |
| ---- | ---------------------- | ----------------- | ----------------------------------- |
| 2005 | Os Ricos Também Choram | Joana             | Episódios: "16–18 de novembro"      |
| 2007 | Luz do Sol             | Gabi Montes       |                                     |
| 2013 | Dona Xepa              | Cíntia Lopez      |                                     |
| 2016 | Escrava Mãe            | Dália Bem-Me-Quer |                                     |
| 2020 | Salve-se Quem Puder    | Marisa            | Episódios: "10 de fevereiro"        |
| 2024 | Família É Tudo         | Patty             | Episódios: "25 de maio–14 de junho" |
| 2025 | Dona Beja              | Gracia            |                                     |

### Cinema
| Ano  | Título                   | Personagem |
| ---- | ------------------------ | ---------- |
| 2022 | Nunca Fomos Tão Modernos | Linda      |

## Teatro
| Ano     | Título           | Personagem |
| ------- | ---------------- | ---------- |
| 2004–05 | O Doente Molière |            |
| 2012    | 18 Olhares       | Glimpses   |